# Tundrite-(Nd)
La tundrite-(Nd) è un minerale.